# Maskengesicht

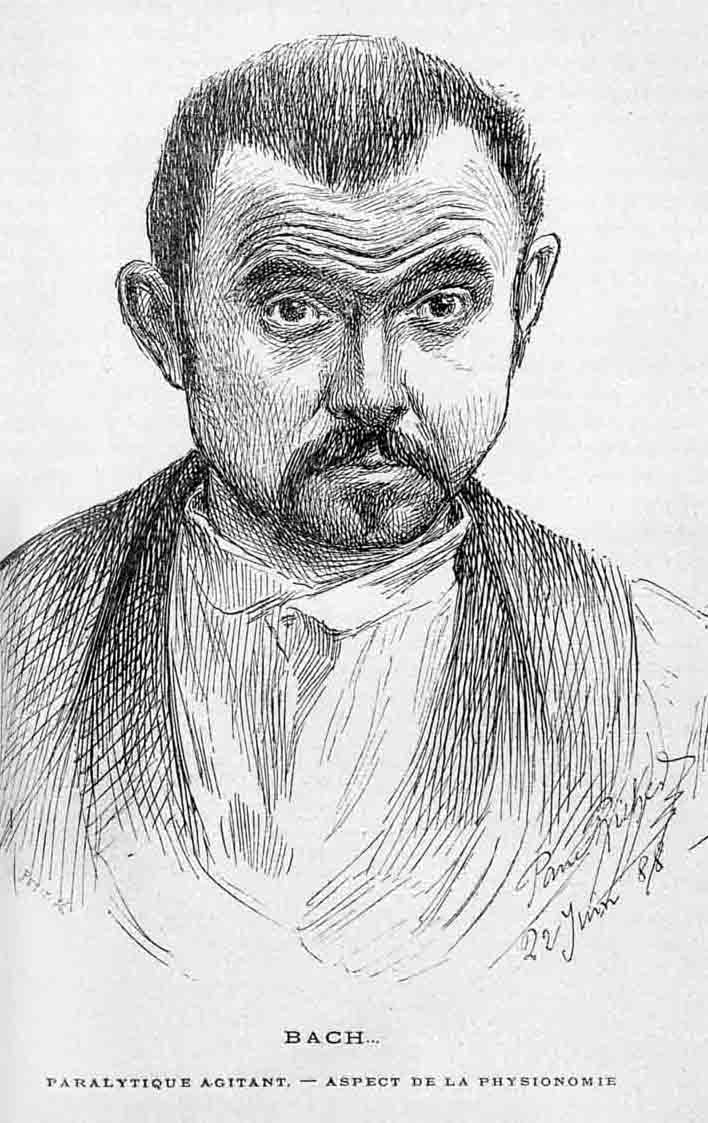
Zeichnung eines Parkinsonkranken mit Maskengesicht

Als Maskengesicht (engl. mask face, mask-like face) bezeichnet man in der Medizin einen erstarrten, maskenhaften Gesichtsausdruck ohne jede sichtbare Mimik. Diese Form der Hypomimie ist vor allem charakteristisch für den Morbus Parkinson, oft gekoppelt mit offen stehendem Mund und seltenem Lidschlag. Bei verstärkter Talgproduktion kommt es zusätzlich zum glänzenden „Salbengesicht“. Die Hypomimie tritt bei der Sklerodermie durch die Verhärtung der Haut auf, kommt aber auch bei anderen neurologischen Erkrankungen mit Beteiligung der Hirnnerven vor. Bei Neugeborenen ist auch an eine kongenitale Myopathie oder an ein Prader-Willi-Syndrom zu denken. Bei der seltenen angeborenen Erkrankung des Nablus-mask-like-facial-Syndroms ist das Maskengesicht Leitsymptom. Eine Hypomimie ist eine unerwünschte Nebenwirkung nach Gabe eines Neuroleptikums (Parkinsonoid) und kann im Rahmen der Therapie mit Botulinumtoxin (Botox) entstehen. 